# Bob Myers (basket-ball)
Pour les articles homonymes, voir Bob Myers, Robert Myers et Myers.
Robert Michael « Bob » Myers, né le 31 mars 1975, à Danville, en Californie, est un joueur américain de basket-ball, devenu agent de joueurs, puis dirigeant.

## Biographie
Myers devient General manager adjoint des Warriors de Golden State en avril 2011 puis General manager en avril 2012. Il façonne l'équipe qui remporte 4 titres (2015, 2017, 2018, 2022).
En mai 2023, Myers quitte son poste de General manager des Warriors et est peu après remplacé par Mike Dunleavy Jr.,. 

## Palmarès
- Champion NCAA 1995
- NBA Executive of the Year 2015 et 2017